# 소피나 브라운
소피나 브라운(Sophina Brown, 1976년 9월 18일 ~ )은 미국의 배우이다. 미시간 대학교를 나왔다. 배우 헨리 시먼스와 2010년 결혼했다.

## 출연 작품
- 투 벨맨 (2015)
- 시냅스 (2015)
- NCIS 로스앤젤레스 2 (2010)
- 철없는 그녀의 아찔한 연애코치 (2007)
- 샤크 (2006)
- 넘버스 시즌1 (2005)
- 채펠스 쇼 (2003)